# Калинино (Орловский район)
Калинино — село в Орловской области России. В рамках административно-территориального устройства входит в Станово-Колодезьский сельсовет Орловского района, в рамках организации местного самоуправления — в Орловский муниципальный округ.

## Население
| 2002 | 2010 |
| ---- | ---- |
| 744  | ↘728 |

Согласно результатам переписи 2002 года, в национальной структуре населения русские составляли 96 % от жителей.

## История
В 1961 году указом Президиума Верховного Совета РСФСР село Луплено переименовано в Калинино.
С 2004 до 2021 гг. в рамках организации местного самоуправления село входило в Станово-Колодезьское сельское поселение, упразднённое вместе с преобразованием муниципального района со всеми другими поселениями путём их объединения в Орловский муниципальный округ.

## Образование
- МБОУ "Калининская ООШ", село Калинино, улица Луплено, д. 10.